# Halysidota cyclozonata
Halysidota cyclozonata là một loài bướm đêm thuộc phân họ Arctiinae, họ Erebidae.